# Hoy (Por ti Perú hoy)
Hoy è una speciale cover della canzone Hoy composta dal cantante peruviano Gian Marco Zignago (pubblicata nel 2008 sull'album Desde adentro) eseguita da vari artisti internazionali raggruppati come Por ti Perú hoy e pubblicata come singolo il 24 aprile 2017 e realizzata con lo scopo di raccogliere fondi per aiutare la popolazione del Perù colpita in inverno 2017 da alluvioni a causa di forti piogge

## Produzione
L'idea è stata del cantante Gian Marco che ha riunito un gruppo di artisti internazionali per realizzare a titolo gratuito un singolo con lo scopo di raccogliere i fondi ricavati della vendita e destinarli all'associazione UNICEF.

L'unica artista italiana che ha partecipato al progetto è stata Laura Pausini, molto amata nei paesi di lingua spagnola. L'artista ha dichiarato: 
Sono state registrate 2 versioni di Hoy: Versión general con la partecipazione di artisti internazionali e Versión folclórica con la partecipazione di artisti nazionali. Il brano è stato distribuito sotto forma di EP in formato digitale in tutto il mondo e in formato fisico solo in Perù.

## Tracce
EP
1. Hoy (Versión general)
2. Hoy (Versión general instrumental)
3. Hoy (Versión folclórica)
4. Hoy (Versión folclorica instrumental)
5. Todos Somos Pueblo (Gian Marco)

## Artisti partecipanti
Hoy (Versión general)
- Alejandro Sanz
- Gloria Estefan
- Laura Pausini
- Juan Luis Guerra
- Luis Fonsi
- Fonseca
- Diego Torres
- Víctor Manuelle
- Ricardo Montaner
- Manuel Mijares
- Pandora
- Rosana
- Eva Ayllon
- Luis Enrique
- Noel Schajris
- Reik
- Río Roma
- Ha*Ash
- Paty Cantú
- Leonel García
- Axel
- India Martínez
- Beto Cuevas
- Alberto Plaza
- Amaury Gutiérrez
- Lucho Quequezana
- Gian Marco

Hoy (Versión folclórica)
- Eva Ayllón
- Gian Marco
- Lucho Quequezana
- William Luna
- Max Castro
- Wicho García
- Christian Meier
- Anna Carina
- Nicole Pillman
- Maricarmen Marín
- Jhovan Tomasevic
- Charly Parra Del Riego
- Pepe Alva
- Pelo D'Ambrosio
- Mauricio Mesones
- Grupo 5
- Ezio Oliva
- Daniel Lazo
- Susan Prieto
- Javier Arias